# Пітер Мерфі
Пітер Мерфі (повне ім'я — Пітер Джон Джозеф Мерфі, англ. Peter John Joseph Murphy) (нар. 11 липня 1957, Нортгемптон, Англія) — англійський рок-співак. 
Відомий передусім як вокаліст гурту Bauhaus. Видав низку сольних альбомів. Худого, з випнутими вилицями, баритоновим голосом і похмурими текстами, Мерфі часто називають «Хрещеним батьком готів» (Godfather of Goth).